# Прокуратура Приднестровской Молдавской Республики
Прокуратура Приднестровской Молдавской Республики — единая централизованная система органов, осуществляющих от имени республики надзор за точным и единообразным исполнением Конституции ПМР и государственного законодательства, защищает права и свободы граждан Приднестровской Молдавской Республики.

## История
С момента провозглашения ПМССР 2 сентября 1990 года начался процесс создания государственного аппарата. Основой формирования структур государственного аппарата стали Тираспольские городские органы власти и управления с передачей им полномочий и функций республиканского уровня.
Формирование органов прокуратуры производилось за счет перевода кадровых сотрудников, переходящих под юрисдикцию Приднестровской Молдавской Республики территориальных прокуратур Республики Молдова, находящихся на территории левого берега Днестра.

## Правовые основы деятельности прокуратуры ПМР
- Организация и порядок деятельности прокуратуры республики и полномочия прокуроров определяются Конституцией Приднестровской Молдавской Республики, конституционным законом и другими законами, международными договорами Приднестровской Молдавской Республики.
- На прокуратуру ПМР не может быть возложено выполнение функций, не предусмотренных законодательными актами Приднестровской Молдавской Республики.

## Структура прокуратуры
- Центральный аппарат;

а) Главное управление по надзору за следствием, дознанием и оперативно-розыскной деятельностью
б) Главное управление по надзору за исполнением действующего законодательства 
- Военная прокуратура;
- Прокуратура  г. Тирасполь;
- Прокуратура  г. Бендеры;
- Прокуратура Слободзейского района;
- Прокуратура Григориополького района;
- Прокуратура Дубоссарского района;
- Прокуратура Рыбницкого района;
- Прокуратура Каменского района;
- Специализированная прокуратуры;
- Редакция печатных изданий.[2]

## Классные чины
Классные чины — это личные служебные разряды, во многом аналогичные воинским званиям, присваиваемые работникам прокуратуры в соответствии с занимаемой должностью и стажем работы, свидетельствуя о служебном и профессиональном росте работника.
- юрист 3 класса;
- юрист 2 класса;
- юрист 1 класса;
- младший советник юстиции;
- советник юстиции;
- старший советник юстиции;
- государственный советник юстиции 3 класса;
- государственный советник юстиции 2 класса;
- государственный советник юстиции 1 класса.